# Равноканальное угловое прессование

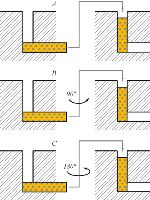
Рис. 1. Схематическое изображение модификаций РКУП: A — ориентация заготовки остается неизменной при каждом проходе; B — после каждого прохода заготовка поворачивается вокруг своей продольной оси на угол 90˚; C — после каждого прохода заготовка поворачивается вокруг своей продольной оси на угол 180˚.

Равноканальное угловое прессование (РКУП) — один из распространённых методов интенсивной пластической деформации. Метод заключается в продавливании (экструзии) материала через наклонные каналы с одинаковой площадью поперечного сечения. Процедуру зачастую повторяют несколько раз. Технология была разработана в 1973 году  в Советском Союзе.
Деформационное воздействие РКУП создаёт различные дефекты кристаллов сплава, изменяя при этом микроструктуру материала. В отличие от многих других способов деформационной обработки (например, наклёп, волочение) РКУП морфологически однородно уменьшает размер зёрен и изменяет их форму.

## Применение

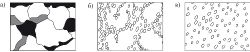
Рис. 2. Схематическое изображение изменения микроструктуры алюминиевого листа (а) при двукратном (б) и четырехкратном (в) повторении равноканальной угловой вытяжки.

Метод применяется для получения высокоплотных наноструктурированных материалов с высокой морфологической однородностью зерна из массивных пластически деформируемых заготовок. Сдвиговая деформация образца происходит при пересечении им области контакта между каналами (см. рис. 1). При неоднократном повторении процедуры РКУП происходит систематическое увеличение деформации, приводящее к последовательному уменьшению размера зерна за счет формирования сетки сначала малоугловых, а затем и высокоугловых границ. Эта особенность метода позволяет подвергать интенсивной пластической деформации не только пластичные, но и труднодеформируемые металлы и сплавы. Угол, под которым пересекаются каналы пресс-формы, имеет большое значение. РКУП может использоваться и для управления кристаллографической текстурой объемных конструкционных материалов.
Уменьшение до субмикронного размера зерна обрабатываемых металлов и сплавов может приводить к значительному улучшению их механических свойств, в частности, к повышению пределов прочности и текучести, а также к появлению у них способности к сверхпластическому деформированию, что представляет большой интерес для современной аэрокосмической промышленности.